# Maladia lui Wilson
Boala Wilson este o boală genetică și apare ca urmare a unei mutații la nivelul genei care codifică o moleculă care ajută la transportarea cuprului. Cuprul se depune in diverse organe, afinitate mai mare având ficatul si creierul, mai ales la nivelul ganglionilor bazali.